# Claude-François Fraguier
Claude-François Fraguier, född den 27 augusti 1666 i Paris, död där den 3 maj 1728, var en fransk humanist.
Fraguier var en tid jesuit, men lämnade orden 1694 och ägnade sig åt litteraturen. Sedan 1706 var han redaktör av Journal des savants och blev 1708 medlem av Franska akademien. Hans stil är elegant och kraftig. Han skrev bland annat Mopsus seu schola platonica de hominis perfectione (1721), en poetisk resumé av Platons filosofi.